# Erano tutti miei figli (dramma)
Erano tutti miei figli (All My Sons) è un'opera teatrale del drammaturgo statunitense Arthur Miller, che debuttò a Broadway nel 1947 con la regia di Elia Kazan.

## Trama

### Atto I
Joe Keller è un ricco imprenditore, ex proprietario, insieme al suo socio Steve, di un'azienda che fabbrica componenti per aerei militari durante la seconda guerra mondiale. La sua fabbrica ha venduto all'aeronautica militare pezzi di ricambio difettosi causando la morte di ventuno giovani piloti. Keller fa ricadere la colpa sul suo socio, che finisce in carcere. Sulla famiglia Keller si abbatte però un'altra disgrazia: il figlio di Joe, Larry, non è mai tornato dalla guerra ed è ormai disperso da tre anni. Kate, la moglie, non riesce ad accettare la cosa e lo aspetta tutte le notti. Giunge a casa Keller (in cui è ambientato l'intero dramma) Ann, la storica fidanzata di Larry. Ann è stata invitata da Chris, l'altro figlio di Joe e Kate sopravvissuto alla guerra, poiché egli vuole sposarla. Ann inoltre è la figlia di Steve, il socio di Joe incriminato e attualmente in carcere. Il matrimonio di Ann e Chris è ostacolato dalla madre di lui che si ostina a credere che il figlio sia vivo, ma anche dall'arrivo di George, fratello di Ann che intanto è diventato avvocato.

### Atto II
George sta tornando dalla prima visita fatta al padre da quando è in carcere, e al suo arrivo si scaglia contro Chris, rivelando che suo padre Joe è il vero responsabile per aver consentito la spedizione anni prima di quei pezzi difettosi. Chris e Ann cercano di gestire la situazione evitando di coinvolgere i genitori di lui e alla fine George va via furioso. Il nodo però giunge al pettine quando Chris vuole convincere sua madre che Larry è morto, per cui egli può sposare Ann; a questo punto Kate rivela che non accetterà mai la morte del figlio perché vorrebbe dire accettare che Joe abbia ucciso suo figlio (Larry era pilota d'aerei). A questo punto Chris capisce che ciò di cui parlava George è reale e dopo una lite furiosa con il padre scappa via. 

### Atto III
In sua assenza Ann mostra a Kate una lettera che gli mandò Larry il 25 novembre, il giorno in cui morì. Nella lettera Larry racconta di aver appreso dai giornali lo scandalo provocato dall'azienda del padre e confida a Ann di non sopportare il peso di quella colpa, per cui lascia intuire che nella sua prossima missione si toglierà la vita. Al ritorno di Chris scoppia un'altra grossa lite nella famiglia, Ann mostra anche a Chris la lettera di Larry, il quale la mostrerà al padre. Quest'ultimo, preso dalla disperazione si rende conto di aver ucciso suo figlio, nonché altri ventun piloti che "erano tutti figli miei", e annuncia di volersi consegnare alla polizia, poi rientra in casa e si spara. Il dramma finisce con Kate che prova a consolare Chris dai sensi di colpa.

## Produzioni
Erano tutti miei figli debuttò a Broadway il 29 gennaio 1947 e rimase in cartellone per 328 repliche fino all'8 novembre dello stesso anno. Kazan curava la regia e produceva la pièce con Harold Clurman, mentre il cast era composto da Ed Begley, Beth Miller, Arthur Kennedy e Karl Malden. Nel 1987 il dramma fu riproposto a Broadway con la regia di Arvin Brown e un cast che comprendeva Richard Kiley, Joyce Ebert, Jamey Sheridan e Jayne Atkinson; la produzione vinse il Tony Award al miglior revival di un'opera teatrale. Un secondo revival di Broadway andò in scena al Gerald Schoenfeld Theatre dal 18 settembre 2008 al 4 gennaio 2009, con la regia di Simon McBurney; facevano parte del cast John Lithgow, Dianne Wiest, Patrick Wilson e Katie Holmes nei ruoli dei quattro protagonisti e Christian Camargo, Jordan Gelber, Danielle Ferland e Becky Ann Baker nei ruoli minori. Dal maggio al settembre 2010 il dramma andò in scena all'Apollo Theatre di Londra con David Suchet, Zoë Wanamaker, Jemima Rooper e Stephen Campbell Moore. Nel 2019 la pièce è stata riproposta a Londra e a Broadway. La produzione londinese, in scena all'Old Vic, è stata diretta da Jeremy Herrin e il cast annoverava Philip Pullman (Joe), Sally Field (Kate), Jenna Coleman (Ann) e Colin Morgan (Chris); la produzione di Broadway, in scena all'American Airlines Theatre per la regia di Jack O'Brien, era interpretata da Annette Bening (Kate), Tracy Letts (Joe) e Benjamin Walker (Chris).

## Adattamento cinematografico
Nel 1948 Irving Reis ha diretto l'omonimo allestimento cinematografico del dramma con Edward G. Robinson (Joe Keller), Burt Lancaster (Chris Keller) e Mady Christians (Kate Keller).